# فجوة الغفران
هي رواية خيال علمي كتبها سنة 2003 «ألاستير رينولدز» وهي الجزء الرابع والأخير لسلسلته «دورة المثبطاث».والله اعلم بالصحيح زكله كروبز.

## انظر أسضا
- فضاء الوحي